# Grüssow (Fünfseen)
Grüssow ist ein Ortsteil der Gemeinde Fünfseen im Landkreis Mecklenburgische Seenplatte in Mecklenburg-Vorpommern.

## Lage und Geschichte

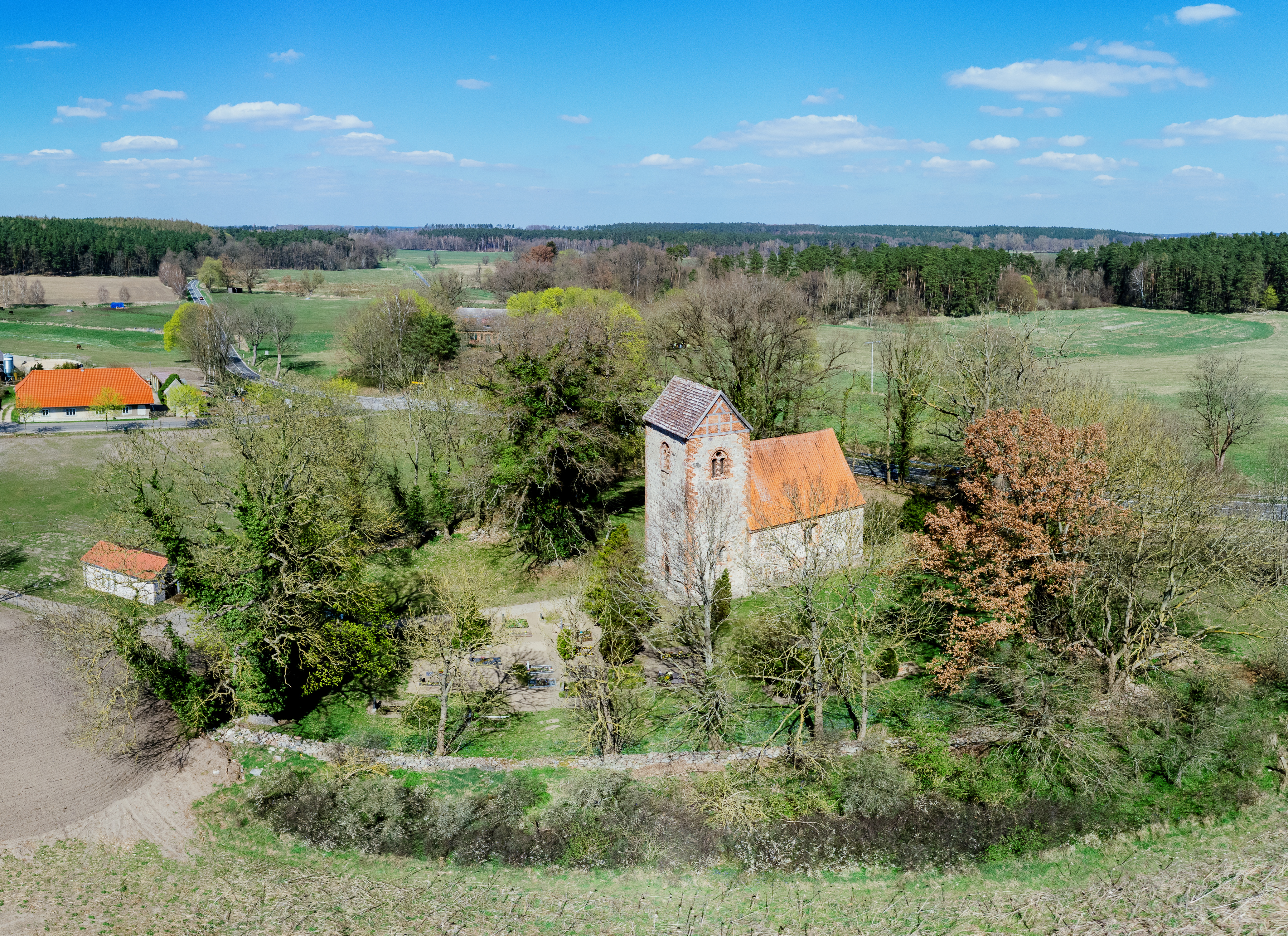
Dorfkirche Grüssow

Die ehemalige slawische Ansiedlung Grüssow wurde 1255 erstmals urkundlich erwähnt. Ähnlich wie Walow wurde auch dieser Ort jahrhundertelang von der Familie von Flotow geprägt. Das einstige Herrenhaus aus der ersten Hälfte des letzten Jahrhunderts bildet heute das Dorfzentrum und ist Austragungsort von Kulturveranstaltungen.
Der Name könnte von „grusa“, also „Birnbaum“, abgeleitet sein. Andere überlieferte Schreibweisen sind Grussow oder Grossow.
Sehenswert ist die denkmalgeschützte Grüssower Kirche aus dem 13. Jahrhundert. Zur Kirche steht in der Nähe des Pfarrhauses. Dies wurde von der Pfarrgemeinde veräußert und ist seit 2023 in privater Hand.
Am 1. Januar 2005 wurde der Ort in die neue Gemeinde Fünfseen eingegliedert. Bis zu diesem Zeitpunkt bestand die eigenständige Gemeinde aus den Ortsteilen Grüssow und Neu Grüssow.

## Söhne und Töchter
- Albert Kollmann (1837–1915), Kunstsammler
- Adolf Kneser (1862–1930), Mathematiker
- Friedrich Karl Walter (1881–1935), Neurologe, Psychiater, Anatom und Hochschullehrer
- Lieselotte Prehn (1954–2019), Politikerin